# Boz Bīsheh
Boz Bīsheh (persiska: بز بیشه) är en ort i Iran.   Den ligger i provinsen Khorasan, i den östra delen av landet, 700 km öster om huvudstaden Teheran. Boz Bīsheh ligger 1 721 meter över havet och antalet invånare är 167.
Terrängen runt Boz Bīsheh är kuperad. Runt Boz Bīsheh är det glesbefolkat, med 10 invånare per kvadratkilometer. Närmaste större samhälle är Andarīk, 9,3 km sydost om Boz Bīsheh. Omgivningarna runt Boz Bīsheh är i huvudsak ett öppet busklandskap.